# Crugers, New York
Crugers, New York (енгл. Crugers) насељено је место без административног статуса у америчкој савезној држави Њујорк.

## Демографија
По попису из 2010. године број становника је 1.534, што је 218 (-12,4%) становника мање него 2000. године.
| Група             | 2000.         | 2010.         |
| Белци             | 1.574 (89,8%) | 1.244 (81,1%) |
| Афроамериканци    | 71 (4,1%)     | 106 (6,9%)    |
| Азијати           | 17 (1,0%)     | 18 (1,2%)     |
| Хиспаноамериканци | 62 (3,5%)     | 142 (9,3%)    |
| Укупно            | 1.752         | 1.534         |